# Mink van der Weerden
Mink Alphons Louis van der Weerden (* 19. Oktober 1988 in Geldrop) ist ein niederländischer Hockeyspieler.

## Karriere
Van der Weerden begann mit zehn Jahren beim HC Asten-Someren Hockey zu spielen. 2008 wurde er vom Hoofdklassenverein Oranje Zwart unter Vertrag genommen. Bei den Juniorenweltmeisterschaften erspielte van der Weerden im folgenden Jahr mit dem Nationalteam die Silbermedaille und war mit zwölf erzielten Toren der erfolgreichste Torschütze des Turniers. In den beiden Jahren darauf kam er mit der Niederländischen Hockeynationalmannschaft bei der FIH Champions Trophy jeweils unter die besten drei. 2012 nahm van der Weerden bei den Olympischen Spielen in London teil. Im Endspiel scheiterte seine Mannschaft mit 1:2 an der deutschen Auswahl, nachdem er, als bester Torschütze des olympischen Turniers, zwischenzeitlich per Strafecke ausgeglichen hatte. 2013 trat van der Weerden erstmal bei den Feldhockey-Europameisterschaften an und erspielte die Bronzemedaille. Im Januar 2014 triumphierte der Verteidiger mit der Nationalmannschaft bei der erstmals ausgetragenen FIH Hockey World League, bevor er Vizemeister bei den Feldhockey-Weltmeisterschaften in Den Haag wurde. Darüber hinaus gewann er auf Vereinsebene die Hoofdklasse. In der Saison 2014/15 konnte van der Weerden mit seinem Verein den nationalen Titel verteidigen und außerdem die Euro Hockey League gewinnen. In London war er Teil der niederländischen Auswahl, die im Finale der Europameisterschaften mit 6:1 gegen Deutschland siegte. In der folgenden Saison gewann van der Weerden mit Oranje Zwart zum dritten Mal in Folge die niederländische Liga. 2016 unterzeichnete er einen Vierjahresvertrag bei dem Hockeyclub Oranje-Rood, der durch die Fusion seines bisherigen Vereins mit einem anderen Eindhovener Club entstanden war. Im Jahr darauf wurde van der Weerden mit dem Nationalteam zum zweiten Mal Europameister, während die Niederlande 2018 bei den Weltmeisterschaften in Bhubaneswar die Silbermedaille erspielte. In Antwerpen erspielte er im Jahr danach die Bronzemedaille bei den Kontinentalmeisterschaften und in Amsterdam bei der Hockey Pro League. Nachdem van der Weerden zwölf Jahre für Vereine in Eindhoven gespielt hatte, wechselte er 2020 zum Bundesligisten KTHC Stadion Rot-Weiss.  Mit seinem neuen Verein wurde er in seinen ersten beiden Spielzeiten in der Bundesliga Meister, während er mit der Niederländischen Nationalmannschaft in seinem Heimatland bei der Europameisterschaft triumphierte. Nach dem Ausscheiden im Viertelfinale der Olympischen Spiele in Tokio und 191 Länderspielen beendete van der Weerden seine Karriere im Nationalteam.